# Chloe Hayward
Chloe Hayward es una modelo y actriz británica de Surrey, Inglaterra

## Educación y primeros años
Chloe asistió al Tiffin Girls' School y logró el nivel avanzado en su calificación escolar. 

## Progreso
Chloe Hayward fue descubierta después de ser vista por Sarah Leon, una agente de Next Model Management. Mientras aún acudía al colegio, apareció en portadas de publicaciones como Glamour, The Independent y Tank Magazine. En 2007, Chloe realizó una campaña publicitaria para Topshop, una conocida cadena de ropa para mujeres.  En 2009, presentó una campaña de moda para Agent Provocateur, una reconocida marca internacional de lencería basada en el Reino Unido.
Ha realizado editoriales para Vogue, Elle, Dazed & Confused y Cosmopolitan. Ha aparecido en la portada de S Magazine, Suitcase Magazine y ha trabajado con Rankin para Hunger Magazine. 
Estudió Inglés y Drama en la Universidad de Birmingham, donde se graduó con honores en 2011. En 2012, Chloe fue parte del elenco del corto "Shoot Me!" dirigido por Kate Hardie y protagonizado por Claire Skinner. 